# Philippe Breton
Philippe Jean Louis Breton (* 14. November 1936 in Rouen; † 29. April 2020 in Paris) war ein französischer Geistlicher und römisch-katholischer Bischof von Aire und Dax.

## Leben
Philippe Breton studierte Medizin und Naturwissenschaften an der Sorbonne, wo er mit einem naturwissenschaftlichen Lizentiat abschloss. Anschließend trat er in das Seminar des Institut Catholique de Paris ein. Nach seinem theologischen Studium empfing er am 22. Dezember 1966 die Priesterweihe und wurde in den Klerus des Erzbistums Paris inkardiniert.
Er war Präfekt am Collège Notre-Dame-de-Sainte-Croix in Neuilly-sur-Seine (1967–1979) und dann Leiter der Schule Saint-Jean de Passy in Paris (1979–1986). Von 1987 bis 1992 war er Pfarrer von Saint-Ferdinand des Ternes. Er kehrte als Diözesandirektor der Diözese Paris zur katholischen Erziehung zurück, bevor er von 1992 bis 1999 regionaler Delegierter für die katholische Erziehung der Île-de-France wurde. Von 1999 bis 2002 übernahm er die Pfarrstelle der Pfarrei Saint-Honoré-d'Eylau in Paris.
Papst Johannes Paul II. ernannte ihn am 18. Juni 2002 zum Bischof von Aire und Dax. Die Bischofsweihe spendete ihm der Erzbischof von Paris, Jean-Marie Kardinal Lustiger, am 29. September desselben Jahres; Mitkonsekratoren waren Jean-Pierre Ricard, Erzbischof von Bordeaux, und Robert Pierre Sarrabère, emeritierter Bischof von Aire und Dax. In der französischen Bischofskonferenz war er Mitglied der Kommission für Liturgie und sakramentale Pastoral. Papst Benedikt XVI. nahm am 24. Januar 2012 Bretons altersbedingtes Rücktrittsgesuch an.
Philippe Breton engagierte sich für die Seligsprechung von Marguerite Rutan.